# Grace Hopper
Grace Murray Hopper (n. 9 decembrie 1906, New York City, New York, SUA – d. 1 ianuarie 1992, Virginia, SUA) a fost o informaticiană și contraamiral în marina militară a Statelor Unite ale Americii. Un pionier în domeniul informaticii, a fost printre primii programatori ai computerului Harvard Mark I și a dezvoltat primul compilator pentru un limbaj de programare. A conceptualizat ideea unor limbaje de programare dezvoltate independent de echipamente, lucru care a dus la apariția COBOL, unul dintre primele limbaje de programare moderne. Din cauza contribuțiilor extinse în domeniu și a gradului militar, este denumită uneori „Amazing Grace” (un cântec ecleziastic în limba engleză). Distrugătorul purtător de rachete USS Hopper a fost botezat cu numele ei, precum și un supercomputer (Cray XE6 „Hopper”, numărul opt în lume în noiembrie 2011). 

## Primii ani și Educația
Hopper s-a născut la New York. Era cel mai mare dintre trei copii. Părinții ei, Walter Fletcher Murray și Mary Campbell Van Horne, erau de origine scoțiană și olandeză. Bunicul ei, Alexander Wilson Russell, un amiral în Marina SUA, a luptat în bătălia de la Golful Mobil în timpul Războiului Civil.:2–3
Grace era un copil foarte curios; aceasta a fost o trăsătură de-a lungul vieții. La vârsta de șapte ani, a decis să stabilească modul în care a funcționat un ceas cu alarmă și a demontat șapte ceasuri de alarmă înainte ca mama ei să realizeze ce face. Pentru educația școlară pregătitoare, ea a urmat școala Hartridge din Plainfield, New Jersey. Hopper a fost respinsă inițial pentru admiterea timpurie la Colegiul Vassar la 16 ani (scorurile testului ei în latină erau prea mici), dar a fost admisă în anul următor. A absolvit Phi Beta Kappa de la Vassar în 1928, cu o diplomă de licență în matematică și fizică și a obținut masterul în 1930 la Universitatea Yale.  
În anul 1934, a obținut doctoratul în matematică de la Univestitatea Yale.
Hopper a început să predea matematica la Vassar în 1931 și a fost promovată ca profesor asociat în 1941.
A fost căsătorită cu profesorul universității din New York, Vincent Foster Hopper (1906–1976) din 1930 până la divorțul lor în 1945. Nu s-a recăsătorit, dar a ales să-și păstreze numele de familie. 

## Carieră

### Al Doilea Război Mondial
Hopper încercase să se alăture Marinei încă din Al Doilea Război Mondial. Ea a fost respinsă din câteva motive. La 34 de ani, era prea bătrână pentru a se înrola, iar raportul dintre greutate și înălțime era prea mic.

### UNIVAC
În 1949, Hopper a devenit angajat al Eckert – Mauchly Computer Corporation ca matematician senior și s-a alăturat echipei, dezvoltând UNIVAC I. UNIVAC a fost primul computer electronic la scară largă cunoscut pe piață în 1950.

## Moartea
În ziua de Anul Nou 1992, Hopper a murit în somn din cauze naturale în casa ei din Arlington, Virginia; avea 85 de ani. A fost înmormântată cu onoruri militare complete în Cimitirul Național din Arlington.